# Callicostella aiomensis
Callicostella aiomensis är en bladmossart som beskrevs av Edwin Bunting Bartram 1961. Callicostella aiomensis ingår i släktet Callicostella och familjen Hookeriaceae. Inga underarter finns listade i Catalogue of Life.